# Lastreglering
Lastreglering är förmågan att upprätthålla en konstant spännings- (eller ström)nivå på utgångskanalen i en kraftproducerande anläggnings produktion i förhållande till dess kapacitet trots förändringar i strömförsörjningens belastning (som en förändring i resistansvärde kopplat över matningsutgången). I regel innebär detta att man ändrar den mängd bränsle som tillförs, eller liknande.

## Definitioner
Lastreglering av en konstantspänningskälla definieras av ekvationen:
{\displaystyle \%{\text{Lastreglering}}=100\%\,{\frac {V_{min-last}-V_{max-last}}{V_{nom-last}}}}
Där:
- Vmax-last är spänningen vid maximal belastning. Den maximala belastningen är den som drar störst ström, det vill säga det lägsta specificerade belastningsmotståndet (aldrig kortslutning);

- Vmin-last är spänningen vid minsta belastning. Minsta belastning är den som drar minst ström, det vill säga den högsta specificerade belastningsresistansen (möjligen öppen krets för vissa typer av linjär matning, vanligtvis begränsad av passtransistorns minimiförspänningsnivåer);

- Vnom-last är spänningen vid den typiska specificerade belastningen.

För en konstantströmförsörjning använder ovanstående ekvation strömmar istället för spänningar, och de maximala och lägsta belastningsvärdena är när den största och minsta specificerade spänningen över lasten produceras.
För att byta strömförsörjning är den primära källan till regleringsfel växlingsrippel, snarare än styrslingans precision. I sådana fall definieras lastreglering utan att normaliseras till spänning vid nominell belastning och har enheten volt, inte en procentsats.
{\displaystyle {\text{Lastreglering}}(V)=V_{min-last}-V_{max-last}}

## Mått
Ett enkelt sätt att manuellt mäta belastningsreglering är att koppla tre parallella belastningsmotstånd till strömförsörjningen där två av motstånden, R2 och R3, är anslutna via brytare medan det andra motståndet, R1 ansluts direkt. Värdena på motstånden väljs så att R1 ger den högsta belastningsresistansen, R1||R2 ger den nominella belastningsresistansen och antingen R1||R2||R3 eller R2||R3 ger det lägsta belastningsmotståndet. En voltmeter kopplas sedan parallellt med motstånden och de uppmätta spänningsvärdena för varje belastningstillstånd kan användas för att beräkna belastningsregleringen som ges i ekvationen ovan.
Programmerbara laster används vanligtvis för att automatisera mätningen av lastreglering.